# Modalité (logique)
 (septembre 2018).
Si vous disposez d'ouvrages ou d'articles de référence ou si vous connaissez des sites web de qualité traitant du thème abordé ici, merci de compléter l'article en donnant les références utiles à sa vérifiabilité et en les liant à la section « Notes et références ».
Cet article court présente un sujet plus développé dans : Modalité (linguistique et logique).
Une modalité, en logique, est une classe dans laquelle on peut classer les  propositions logiques comme possibles, nécessaires, toujours valides... Les logiques modales sont des exemples de logiques définies selon des ensembles différents de modalités de l'ensemble de modalité de la logique classique, en étendant cette dernière.